# Hans Hellsten
Hans Olov Hellsten, född 26 oktober 1946 i Stockholm, är en svensk fysiker.
Hans Hellsten blev filosofie doktor i teoretisk fysik vid Stockholms universitet 1980. Åren 1992-2001 var Hellsten forskningschef vid FOI. Sedan 2001 är Hellsten anställd som senior radarexpert vid Saab AB.
Hellstens forskning har varit inriktad mot bredbandig lågfrekvent radarteknik med tillhörande matematiska och tekniska problemställningar. Hellsten har lett forskning och utveckling inom radarteknik vid FOI och Saab AB, tidigare Ericsson Microwave Systems AB och ledde framtagande av flygburna prototyper av den lågfrekventa radartekniken CARABAS I, CARABAS II och CARABAS III.
För närvarande är Hellsten aktiv som adjungerad professor i radarsystem på Högskolan i Halmstad.
På sin fritid har han byggt en miniatyrjärnväg, "Mutebo-Aspnäs järnväg", på sin tomt i Skeda udde söder om Linköping, som tar emot 3000 besökare varje sommar.
Patent
Hellsten har ett 25-tal patent.
Utmärkelser
- 1993 Kungliga Ingenjörsvetenskapsakademiens guldmedalj[4]
- 1997 Polhemspriset [5]
- 2009 Thulinmedaljen i silver [6]

Uppdrag
- 2001 Invald som ledamot i Kungliga Krigsvetenskapsakademien [7]